# دهستان ماهیدشت
دهستان ماهیدشت نام دهستانی در بخش ماهیدشت شهرستان کرمانشاه، استان کرمانشاه در ایران است. براساس سرشماری مرکز آمار ایران در سال ۱۳۸۵، جمعیت آن ۱۳۱۰۷ نفر (۳۰۴۵ خانوار) بوده‌است.